# Ökologische Wacht im Nordkaukasus
Die Ökologische Wacht im Nordkaukasus (russisch Экологическая вахта по Северному Кавказу, englisch Ecological Watch on North Caucasus) ist eine Naturschutzorganisation in Russland, die sich für den Erhalt der gefährdeten Natur im Nordkaukasus und angrenzenden Gebieten engagiert.

## Schwerpunkte der Tätigkeit
Die Ökologische Wacht organisiert Aktionen, Informationen, Symposien zum Erhalt der Naturschutzgebiete und des natürlichen Lebensraums besonders im Gebiet Krasnodar mit Sotschi, im Kuban-Gebiet, in den Republiken Adygeja, Kabardino-Balkarien, Dagestan und Karatschai-Tscherkessien.
Das UNESCO-Weltnaturerbe im Westkaukasus konnte vor Eingriffen geschützt werden.

## Geschichte
Die Organisation entstand im Jahr 1997 als Umweltbewegung. In den folgenden Jahren veränderten sich Organisationsstruktur und Name, 2004 wurde sie mit dem neuen Namen "Ökologische Wacht im Nordkaukasus" als Organisation offiziell beim Justizministerium registriert.
Internationales Aufsehen erregte sie seit etwa 2011 durch breite Proteste gegen massive Eingriffe in die Natur, auch in Naturschutzgebiete zur Vorbereitung der Olympischen Winterspiele in Sotschi 2014.
Mehrere Mitglieder wurden verhaftet, Jewgenij Witischko zu drei Jahren Straflager verurteilt. Die Organisation wurde gerichtlich aufgelöst.
Seit 2015 ist sie wieder zugelassen, steht aber weiterhin unter Druck. Es gab Angriffe auf Expeditionslager und Wohnungen von Mitgliedern.
Am 13. September 2016 wurde sie als "gesellschaftliche Organisation in der Funktion eines ausländischen Agenten" beim Justizministerium registriert.